# Coit Tower
A Coit Tower (em português:  Torre Coit), também conhecida como Lillian Coit Memorial Tower, é uma torre de 64 metros de altura situada no bairro Telegraph Hill em São Francisco, Califórnia, Estados Unidos. Do seu topo, oferece uma visão panorâmica da cidade e da baía.
A torre, localizada no Pioneer Park, foi construída em 1933 usando o legado de Lillie Hitchcock Coit para embelezar a cidade de São Francisco; ao morrer em 1929 Coit deixou um terço de suas propriedades para a cidade para seu embelezamento. A torre foi proposta em 1931 como um uso apropriado do presente de Coit.
Foi adicionada ao Registro Nacional de Lugares Históricos em 29 de janeiro de 2008, reaparecendo na lista em 13 de agosto de 2018.